# Statul Sidama
Regiunea Sidama (în sidama: Sidaamu Qoqqowo, în amharică ሲዳማ ክልል) este un stat regional din sudul Etiopiei. A fost format la 18 iunie 2020 din Regiunea Popoarelor, Naționalităților și Națiunilor de Sud (RPNNS) și transformarea Zonei Sidama după un vot de 98,52% în favoarea autonomiei sporite la referendumul din Sidama din 2019. Sidama este numele atât al poporului Sidama, cât și al teritoriului Sidama. Sidama se învecinează la sud cu regiunea Oromia (cu excepția unei scurte porțiuni la mijloc, unde are hotar cu zona Gedeo), la vest cu râul Bilate, care o separă de zona Wolayita, iar la nord și est cu Regiunea Oromia. Orașele din Sidama includ Hawassa, capitala Sidamei și RPNNS, Yirgalem, Wondogenet, Chuko, Hula, Bona, Bursa, Bensa și Aleta Wendo. Sidama avea în 2017 o populație de aproximativ 3,2 milioane care vorbesc limba cușitică sidama (cunoscută și cu numele de sidaamu afoo). Majoritatea populației sunt protestanți.